# Skelby Sogn (Guldborgsund Kommune)
 For alternative betydninger, se Skelby Sogn. (Se også artikler, som begynder med Skelby Sogn)
Skelby Sogn er et sogn i Falster Provsti (Lolland-Falsters Stift).
I 1800-tallet var Gedesby Sogn anneks til Skelby Sogn. Begge sogne hørte til Falsters Sønder Herred i Maribo Amt. Skelby-Gedesby sognekommune blev ved kommunalreformen i 1970 indlemmet i Sydfalster Kommune, der ved strukturreformen i 2007 indgik i Guldborgsund Kommune.
I Skelby Sogn ligger Skelby Kirke.
I sognet findes følgende autoriserede stednavne:
- Bøtø Nor (areal, ejerlav)
- Fiskebæk (bebyggelse, ejerlav)
- Gedsergård (ejerlav, landbrugsejendom)
- Nygårdshuse (bebyggelse)
- Skelby (bebyggelse, ejerlav)
- Stavreby (bebyggelse, ejerlav)